# Lagonda Taraf
Aston Martin Lagonda Taraf — люкс-автомобиль, который выпускался в 2015 и 2016 годах британским автопроизводителем Aston Martin под маркой Lagonda. Разработанный Мареком Райхманом и считавшийся «лучшим из быстрых автомобилей» Aston Martin, автомобиль основан на вертикально-горизонтальной платформе, которую также используют модели DB9 и Rapide. Taraf дебютировал в Дубае в 2014 году, а производство началось в следующем году на заводе в Гейдоне, Уорикшир. Первоначально планировался для продажи исключительно на ближневосточном рынке ограниченным тиражом в 100 единиц. Позже Aston Martin расширил доступность автомобиля в нескольких других странах и в конечном итоге было выпущено 120 единиц.
Taraf разгоняется до100 км/ч за 4,4 секунды и развивает максимальную скорость 314 км/ч. Автомобиль оснащен 5,9-литровым двигателем Aston Martin и восьмиступенчатой автоматической коробкой передач производства ZF Friedrichshafen. На момент запуска Taraf был самым дорогим седаном в мире, его цена составляла более 1 миллиона долларов США. Автомобильные критики и обозреватели в основном оценили его управляемость, но раскритиковали его высокую цену.

## Предыстория и разработка

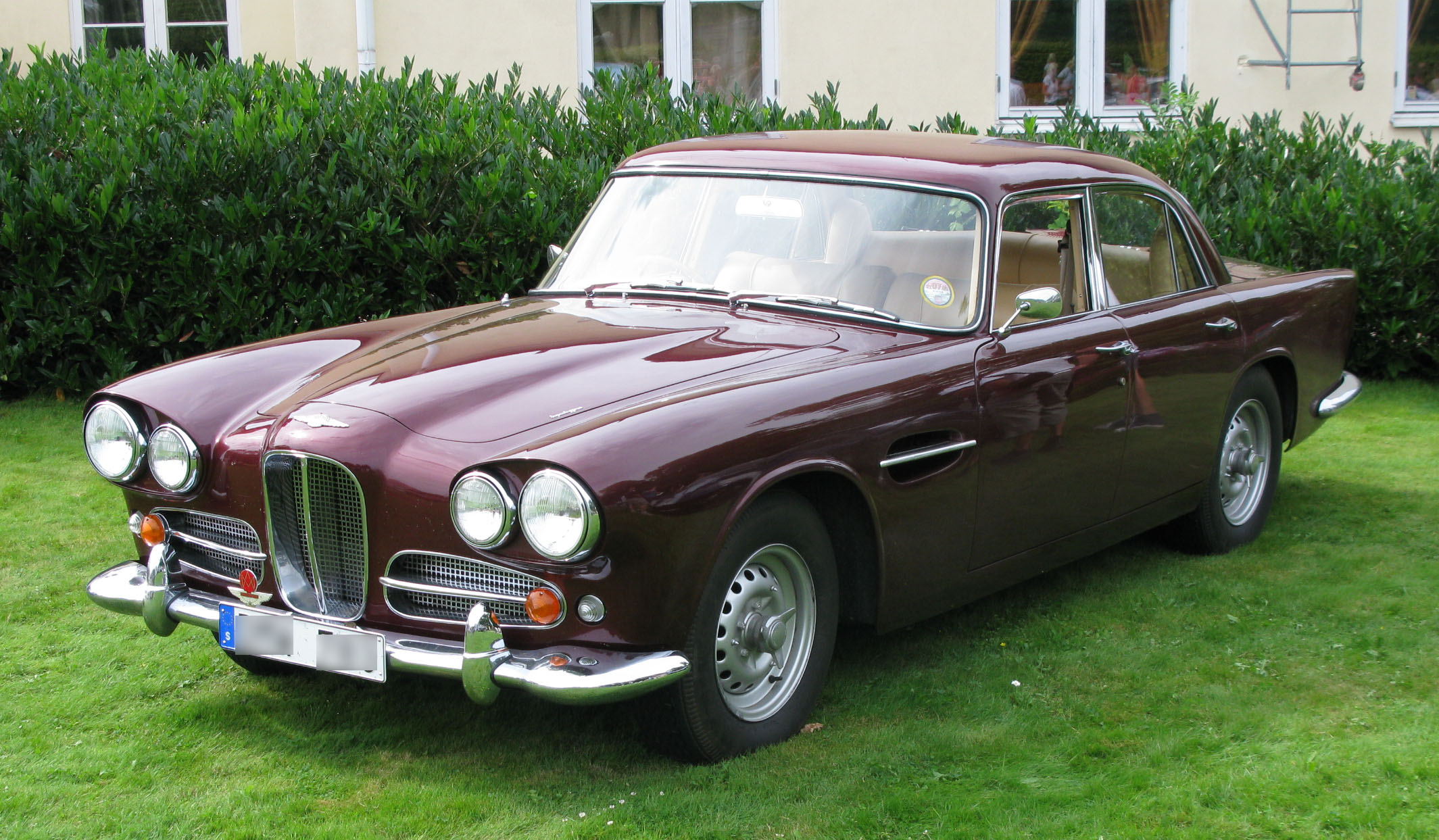
Lagonda Rapide был первым четырехдверным автомобилем Aston Martin.

Бренд Lagonda был основан в 1906 году бизнесменом Уилбуром Ганном. Гонку 24 часа Ле-Мана 1935 года выиграла Lagonda M45R, которой управляли Джон Стюарт Хиндмарш и Луис Фонтес. Когда в 1939 году был выпущен Lagonda V12, это был самый дорогой автомобиль в Соединенных Штатах. В 1947 году предприниматель и промышленник Дэвид Браун приобрёл Lagonda и Aston Martin. В 1961 году Lagonda представила Rapide, самый ранний четырёхдверный автомобиль компании. Его производство закончилось в 1966 году после того, как было выпущено пятьдесят пять единиц. В 1974 году Aston Martin представила свою вторую четырёхдверную модель Lagonda, которая производилась до 1990 года, и всего было выпущено 645 единиц. Aston Martin Rapide был представлен в 2009 году на Международном автосалоне в Германии. В том же году Aston Martin решила возродить бренд Lagonda, чтобы исследовать различные сегменты рынка и отметить столетие Lagonda.
Разработка Taraf началась в феврале 2014 года в дизайн-студии Aston Martin в Гейдоне, Уорикшир, под кодовым названием «Project Comet». Название «Taraf» на арабском языке означает «высшая роскошь». Проект был реализован подразделением Q компании Aston Martin, которое специализируется на создании автомобилей на заказ и настройке существующих моделей в соответствии с требованиями клиентов. Дизайн-студия завершила окончательную полноразмерную модель в течение восьми месяцев с момента первоначальных студийных набросков. Марек Райхман объяснил такой небольшой срок уроками, извлечёнными из производства One-77, на создание которого ушло два года.

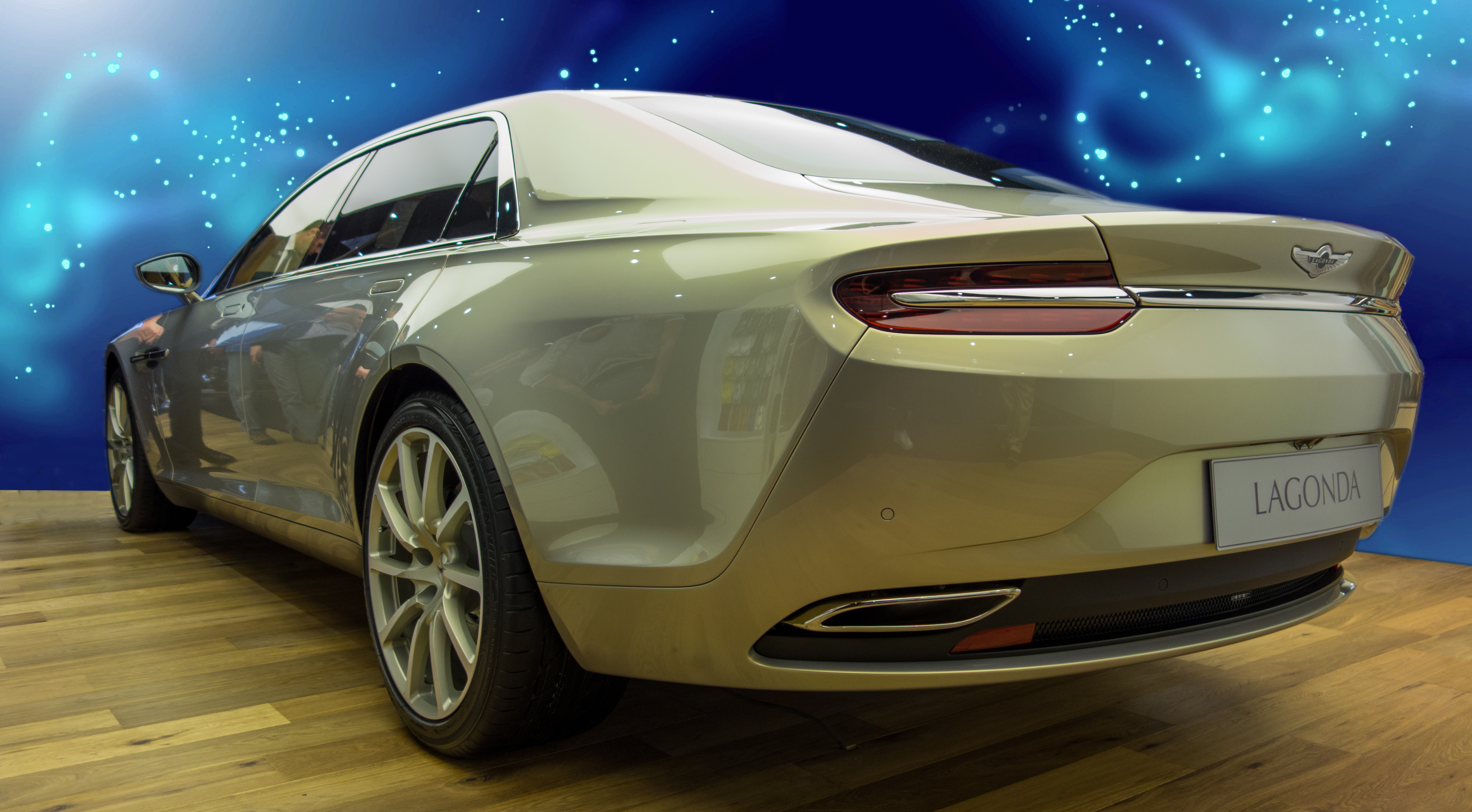
Вид сзади

В рамках своей обширной программы испытаний Aston Martin привезла почти готовую к производству модель Taraf в Оман, где она прошла около 23 000 км испытаний в течение более четырёх недель. Большая часть испытаний была направлена на оценку того, как компоненты Lagonda — в первую очередь система кондиционирования воздуха и внутренняя отделка — справляются с экстремальной жарой, при температурах от 30 до 50 °C. Во время испытаний Aston Martin сообщила, что автомобиль уже показал себя «превосходящим ожидания».
Taraf дебютировал в Дубае в ноябре 2014 года. Официальное производство началось в следующем году на заводе в Гейдоне, Уорикшир, при этом Aston Martin заявила, что 100 автомобилей будут построены исключительно для рынка Ближнего Востока. Однако CEO Aston Martin Энди Палмер расширил потенциальные рынки для автомобиля, включив в них Европу, США, Сингапур и Южную Африку. Он также увеличил общую цель производства до 200 единиц. В апреле 2016 года автомобиль был назван самым дорогим четырёхдверным седаном в мире, его стоимость превысила 1 миллион долларов США. Производство Taraf прекратилось в конце 2016 года; в конечном итоге было построено 120 единиц.

## Дизайн и технологии
Считавшийся «лучшим из быстрых автомобилей» Aston Martin, автомобиль основан на вертикально-горизонтальной платформе, которую он также используют модели DB9 и Rapide и которая в основном состоит из алюминия. Вместо штампованного алюминиевого корпуса Rapide, Taraf имеет лёгкий корпус из углепластика; следовательно, несмотря на больший размер Taraf, оба автомобиля имеют одинаковый вес. Taraf использует стабилизаторы поперечной устойчивости, адаптивные амортизаторы и двухрычажную подвеску, поддерживаемую спиральными пружинами. Интерьер автомобиля включал элементы из других моделей Aston Martin, включая кнопочное управление трансмиссией на консоли, усовершенствованную информационно-развлекательную систему, аудиосистему Bang & Olufsen BeoSound мощностью 1000 Вт и кожаную обивку. Покупатели могли выбирать из различных вариантов отделки, включая дерево и углепластика. Удлинённая колёсная база автомобиля обеспечивала увеличенное пространство для ног пассажиров на задних сиденьях.
Taraf оснащен 5,9-литровым двигателем V12 от Aston Martin, который развивает мощность 547 л. с. при 6650 оборотах в минуту и крутящий момент 630 Н·м при 5500 об/мин. Taraf разгоняется до 100 км/ч (за 4,4 секунды и развивает максимальную скорость 314 км/ч. Двигатель был собран на заводе Ford по производству двигателей в районе Нил, Кёльн, Германия.  Taraf — это четырехдверный седан люкс с задним приводом и передним расположением двигателя. Автомобиль оснащен восьмиступенчатой автоматической коробкой передач Touchtronic III, разработанной компанией ZF Friedrichshafen.

## Оценки

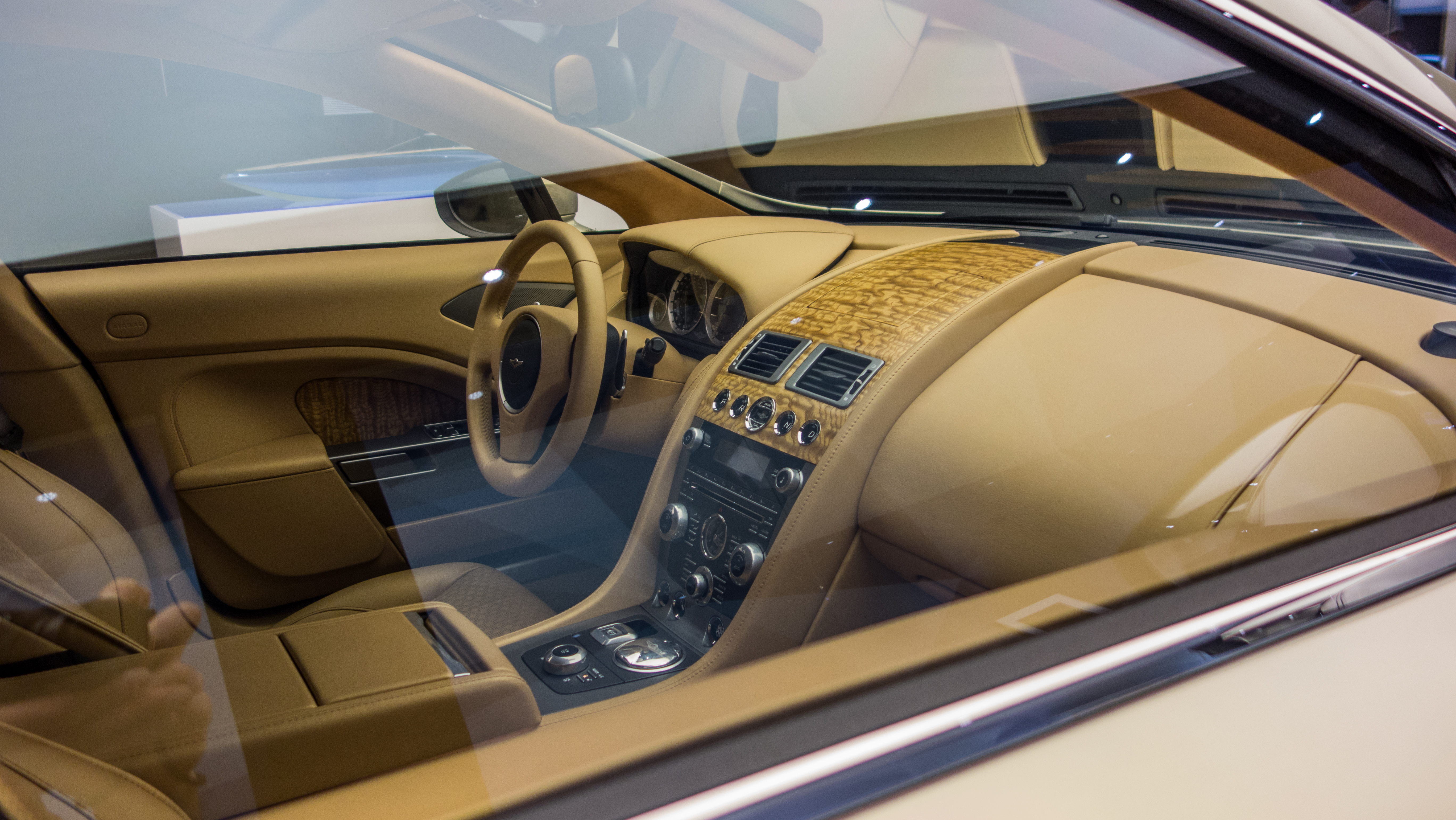
Интерьер

Taraf получил смешанно-положительные отзывы, большинство критиков отметили высокую цену автомобиля как его главный недостаток. Джейсон Барлоу из журнала Top Gear отметил, что «он [не] едет так же хорошо, как его конкуренты, но, несмотря на свои размеры и физическое присутствие, он управляется лучше, чем [вы] ожидаете». Майк Дафф из Car and Driver подчеркнул лёгкое, но отзывчивое гидравлическое рулевое управление и впечатляющее поперечное сцепление шасси даже в мокрых условиях. Он также отметил, что «тормозам не хватает начального захвата, но у них достаточно тормозной силы при более сильном нажатии», добавив, что «совершенно сложно не ездить на таких скоростях, которые вызвали бы жалобы у любого пассажира на заднем сиденье — или, возможно, резкий удар тростью с золотым наконечником».
В обзоре для Motor Trend Ангус Маккензи написал, что «этот седан стоимостью в 1 миллион долларов, собранный вручную Aston Martin, стоит в пять раз дороже, чем Mercedes-Maybach S600. Однако для людей, которые купят Taraf, не имеет значения, что Maybach технически более совершенный ультрароскошный седан». Журнал Autocar также раскритиковал его цену, отметив, что за ту же сумму можно купить Rolls-Royce Phantom Coupé (2008), Bentley Mulsanne и Range Rover SV Autobiography, но признал «непревзойденную эксклюзивность» автомобиля.

## Комментарии
1. ↑  Не путать с Aston Martin Rapide 2010 года.
2. ↑  696 000 фунтов стерлингов в Великобритании.[43]